# Družbinec
Družbinec falu Horvátországban, Varasd megyében. Közigazgatásilag Petrijanechez tartozik.

## Fekvése
Varasdtól 10 km-re északnyugatra, községközpontjától Petrijanectől északra, vele összeépülve fekszik.

## Története
A települést 1398-ban Cillei Herman birtokai között említik először, Vinica várának tartozékaként. Mint a legtöbb jobbágyfalu nem tartozott a nagyobb települések közé. A falu közepén ásványvízforrás tört fel, így abban az időben nem minden háznál ástak kutat, mivel sokan a forráshoz jártak vízért. 1552-ben felégette a török.
1857-ben 292, 1910-ben 423 lakosa volt. 1920-ig Varasd vármegye Varasdi járásához tartozott, majd a Szerb-Horvát Királyság része lett, mely 1929-ben felvette a Jugoszlávia nevet. 1991-óta a független Horvátország része.  2001-ben 561 lakosa volt. A falunak mindössze öt utcája van. Lakói többségben a mezőgazdaságban dolgoznak, de sok gyári munkás és értelmiségi lakója is van a településnek.

## Nevezetességei
A falunak két kis kápolnája van. Az egyik a Strmec felé menő út mellett áll, Szűz Mária tiszteletére van szentelve. A másik a Szentháromság-kápolna, melyet 1924-ben Ignac és Mara Hostnjak építtetett. Falain Josip Sukačić egyházi festő alkotásai Remete Szent Antalt és a szeplőtelen fogantatást ábrázolják.

## Külső hivatkozások
- Petrijanec község hivatalos oldala